# Jarosław Kosow
Jarosław Aleksiejewicz Kosow, ros. Ярослав Алексеевич Косов (ur. 5 lipca 1993 w Magnitogorsku) – rosyjski hokeista.

## Kariera
- Stalnyje Lisy Magnitogorsk (2010-2014)
- Mietałłurg Magnitogorsk (2011-2017)
  -  Jużnyj Urał Orsk (2013)
- Ak Bars Kazań (2017-2018)
- Spartak Moskwa (2018)
- CSK WWS Samara (2018)
- Nieftiechimik Niżniekamsk (2018-2019)
- Traktor Czelabińsk (2019-2021)

Wychowanek Mietałłurga Magnitogorsk. W KHL Junior Draft w 2010 wybrany przez macierzysty klub (runda 3, numer 70). W drafcie NHL w 2011 wybrany przez klub Florida Panthers (runda 5, numer 124). 23 października 2011 roku strzelił swojego pierwszego gola w rozgrywkach KHL. Kilka dni później odniósł poważne obrażenia w wypadku samochodowym. W październiku 2017 został graczem Ak Barsu Kazań. We wrześniu 2018 przeszedł do Spartaka Moskwa. W grudniu 2018 odszedł z klubu, po czym krótkotrwale, do stycznia  2019 był zawodnikiem Nieftiechimika Niżniekamsk. W lipcu 2019 przeszedł do Traktora Czelabińsk, gdzie w kwietniu 2020 przedłużył kontrakt o rok. Z końcem kwietnia 2021 odszedł z klubu.

## Sukcesy
Reprezentacyjne
- Srebrny medal mistrzostw świata juniorów do lat 20: 2012
- Brązowy medal mistrzostw świata juniorów do lat 20: 2013

Klubowe
- Srebrny medal MHL: 2011 ze Stalnyje Lisy Magnitogorsk
- Brązowy medal MHL: 2012 ze Stalnyje Lisy Magnitogorsk
- Puchar Gagarina – mistrzostwo KHL: 2014, 2016 z Mietałłurgiem Magnitogorsk, 2018 z Ak Barsem Kazań
- Złoty medal mistrzostw Rosji: 2014, 2016 z Mietałłurgiem Magnitogorsk, 2018 z Ak Barsem Kazań
- Finał o Puchar Gagarina: 2017 z Mietałłurgiem Magnitogorsk
- Srebrny medal mistrzostw Rosji: 2017 z Mietałłurgiem Magnitogorsk